# Onggud
De  Onggud  waren een oorspronkelijk Turks volk onder de naam van de Shatuo. Zij waren over het algemeen trouwe bondgenoten van de Chinese Tang-dynastie (618-906). Vanaf de elfde  eeuw komen ze onder toenemende Mongoolse invloed en nemen zij in toenemende mate ook Mongoolse gebruiken over. De naam waaronder ze benoemd werden veranderde in eerst Witte Tataren en vanaf begin twaalfde eeuw in Onggud. De Onggud waren begin dertiende eeuw bondgenoten van Dzjengis Khan en speelden een belangrijke rol in zijn verkiezing in 1206 tot khagan van alle Mongolen.

## Herkomst
De Onggud worden voor het eerst in Chinese annalen beschreven als de Shatuo, een Turkse stam die onderdeel uitmaakte van het Westelijk Turks Kanaat, een van de restanten van het rijk van de Gokturken. In de zevende eeuw woonden ze in het oostelijk deel van Sinkiang onder de bescherming van de Chinese Tang-dynastie. In de achtste eeuw vochten zij als bondgenoten van de dynastie tegen onder meer Arabieren en Tibetanen. Leiders van de Shatuo werden dan ook benoemd als gouverneurs in een aantal regio's. 
Vanaf 860 werd de Tang-dynastie geconfronteerd met massale opstanden die anarchie creëerden. In 880 is Huang Chao de leider van een van de grootste opstanden. Hij veroverde en plunderde de hoofdsteden Chang'an en Luoyang. Li Keyong, de belangrijkste leider van de Shatuo, wist uiteindelijk Hung Chao te verslaan.
In 907 was er dan toch de definitieve val van de Tang-dynastie. De zoon van Li Keyong, Li Cunxu, werd de grondlegger van de dynastie van de Latere Tang. Drie van de vier keizers van deze dynastie waren Shatuo. De organisatie van het bestuur van de dynastie was geheel Chinees, maar de Shatuo behielden hun Turkse taal en cultuur. Rond 937 brak er een conflict binnen de Shatuo uit. De laatste keizer van de Latere Tang werd vermoord en de overwinnaars stichtten een aantal nieuwe dynastieën, die bekendstaan als de Latere Jin, de Latere Han en de Noordelijke Han. In totaal hebben de Shatuo drie van de vijf dynastieën en een van de koninkrijken van de periode van de Vijf Dynastieën en Tien Koninkrijken gesticht. Na enkele decennia moesten de Shatuo zich vanaf 960 onderwerpen aan de Song-dynastie.

## Periode tot aan ca. 1300

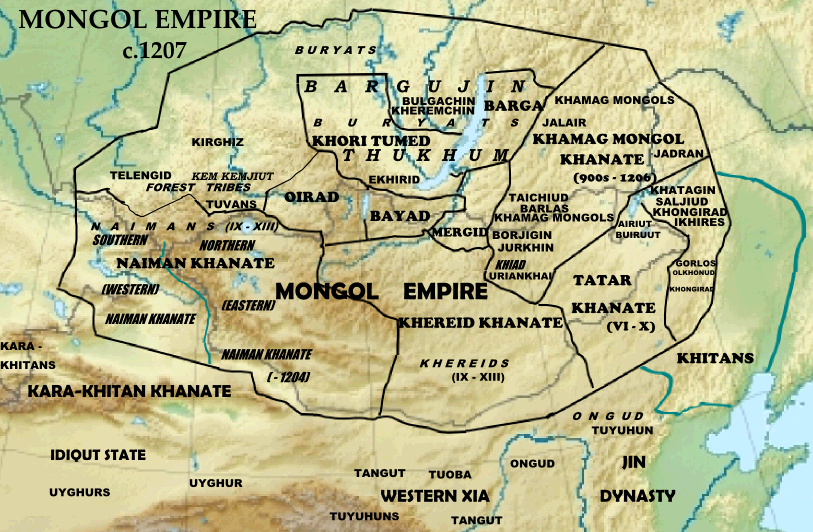
Verhoudingen in het Mongoolse gebied rond 1200

Hierna werden de  Shatao door de  Tatar die een groeiende invloed in Mongolië verkregen de Witte Tataren genoemd ter onderscheiding van de Mongoolse Zwarte Tataren. In het begin van de  twaalfde eeuw verdreef de  Jin-dynastie de Song-dynastie uit het noorden van China met hulp van de Witte Tataren. Deze krijgen de opdracht de forten aan de grenzen van het rijk van de Jin-dynastie te bewaken. Vanaf die periode werden de Witte Tataren de Onggud genoemd naar het woord onggu, dat muur betekent.  De Jin noemden de strijdkrachten van de Onggud Tiande Jun (militaire prefectuur van Tiande). Marco Polo noemt deze stad in Il Milione Tenduc  en situeert in het boek daar ook een lijn van christelijke bestuurders die verbonden waren aan Pape Jan. 
In 1205 benaderde de khan van de Naimanen de leiders van de Onggud met het plan voor een gezamenlijke aanval op Dzjengis Khan. Ala-Qush, de leider van de Onggud informeerde Dzjengis Khan en het gevolg was dat de Naimanen gedwongen werden te vluchten naar het rijk van de Kara-Kitan. In 1211 viel Dzjengis Khan met hulp van troepen van Ala-Qush de Jin-Dynastie aan. Djengis Khan gaf zijn dochter Alaqai Beki als vrouw aan de zoon van Ala-Qush. De aanval op de Jin-dynastie had echter een opstand binnen de Onggud tot gevolg, aangezien velen van hen dat zagen als verraad aan de traditionele verbintenis tussen de Jin en de Onggud. Ala-Qush en zijn zoon werden vermoord. Hierna trad Alaqai Beki gedurende een periode van decennia als regent op voor meerder minderjarige prinsen tot aan de tijd van Güyük Khan. Latere heersers van de Onggud ontvingen ook prinsessen uit de keizerlijke familie van de Yuan-dynastie. Körgis (r. 1264?–98), in Europese bronnen benoemd  als Prins George ontving twee dochters van Kublai Khan.

## Religie
In deze periode waren de Onggud al bekeerd tot het nestoriaanse christendom. Waarschijnlijk waren het vooral Oeigoerse kooplieden die de handelsroutes vanuit Sinkiang naar Mongolië  en het noorden van China beheersten die hierin een grote rol hebben gespeeld. Een van de bekende nestorianen uit de Onggud was Mar Mark. In 1263 ontving hij zijn monnikswijding. Hij vertrok in 1279 met Rabban Bar Sauma op een pelgrimstocht naar Jeruzalem. In Perzië werd Mar Mark benoemd tot metropoliet van Cathay en Ong . In 1281 werd hij verkozen tot patriarch van de Kerk van het Oosten onder de naam Mar Yahballaha III. 
In 1294 wist Giovanni da Montecorvino, de latere eerste aartsbisschop van Peking, Prins George  te bekeren tot het rooms-katholicisme. De volgende vier jaar tot aan het overlijden van Prins George in 1298 leefde hij bij de Onggud, waarvan er een aantal het voorbeeld van de heerser volgden. Hij vertaalde grote delen van het Nieuwe Testament in het Oeigoers alsmede het Psalter, waardoor de mis in het Oeigoers kon worden opgedragen. Zijn missie bij de Onggud eindigde na de dood van Prins George, toen zijn familieleden de bekeerden terug leidden tot het nestorianisme.

## Na de val van de Yuan-dynastie
In de dertiende eeuw vestigden veel Onggud zich in het gebied van Chorasmië. Onggud namen belangrijke  functies in als gouverneur in het  door Jochi beheerste gebied van de Blauwe Horde. Na de val van de Yuan-dynastie en het vertrek van de meeste Mongolen uit China vormden de Onggud een district binnen de  Tümed-Mongolen. De in de Mongoolse geschiedschrijving bejubelde Manduchai de Wijze, de opvoedster, regentes, echtgenote van en feitelijke macht achter Dayan Khan, de meest succesvolle keizer van de Noordelijke Yuan-dynastie was uit deze clan afkomstig. Afstammelingen van de Onggud zijn nog aanwezig onder de Monguor in het huidige Qinghai.